# Bergheim (Flachgau)
Bergheim (Flachgau) is een gemeente in de Oostenrijkse deelstaat Salzburger Land, gelegen in het district Salzburg-Umgebung. De gemeente heeft ongeveer 4800 inwoners.

## Geografie
Bergheim (Flachgau) heeft een oppervlakte van 15,2 km². De gemeente ligt in het middennoorden van Oostenrijk, dicht bij de grens met de Duitse deelstaat Beieren.

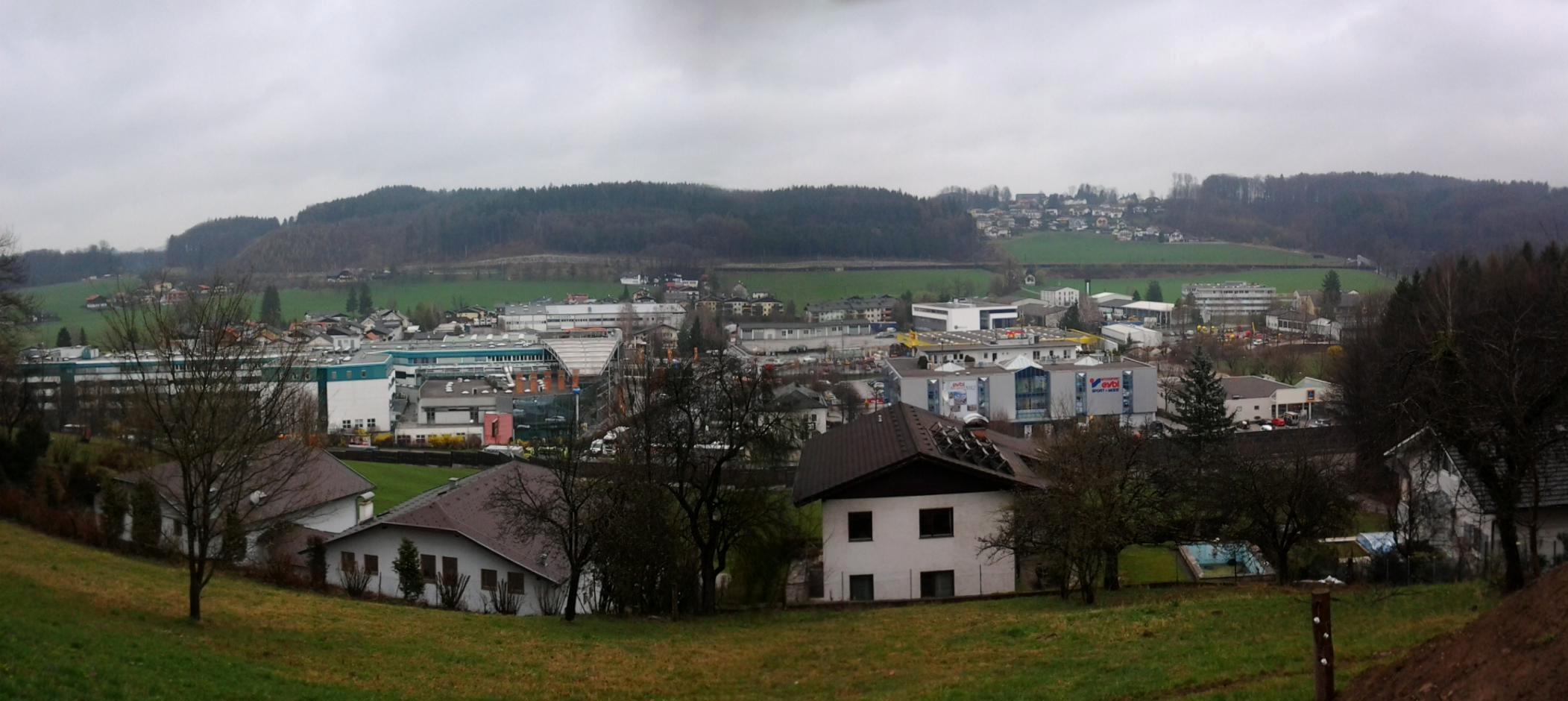
Kasern, gemeente Bergheim

Anif · Anthering · Bergheim · Berndorf bei Salzburg · Bürmoos · Dorfbeuern · Ebenau · Elixhausen · Elsbethen · Eugendorf · Faistenau · Fuschl am See · Großgmain · Göming · Grödig · Hallwang · Henndorf am Wallersee · Hintersee · Hof · Koppl · Köstendorf · Lamprechtshausen · Mattsee · Neumarkt am Wallersee · Nußdorf am Haunsberg · Oberndorf bei Salzburg · Obertrum · Plainfeld · Schleedorf · Seeham · Seekirchen am Wallersee · St. Georgen bei Salzburg · St. Gilgen · Straßwalchen · Strobl · Thalgau · Wals-Siezenheim
- Gemeinsame Normdatei: 4400500-3
- Library of Congress Control Number: n2012034915
- Nationale Bibliotheek van Tsjechië: ge651105
- Virtual International Authority File: 241216603